# 검역관
검역관(檢疫官)은 검역에 관한 일을 맡는 공무원이다. 주로 공항, 항구에 설치되어 있는 검역소에 근무하여 전염병 등의 병원체 유무를 검사하는 일과 예방 조치에 관한 일을 맡는다.

## 같이 보기
- 검역소